# Уяр, Томрис
Томрис Уяр (имя при рождении Рана Томрис Гедик, 15 марта 1941 — 4 июля 2003) — турецкая писательница, эссеистка и переводчица

. Член турецкого отделения Пен-центра

## Биография
Родилась 15 марта 1941 года в Стамбуле в семье юристов Али Фуада и его жены Джелиле. Дед писательницы избирался в Великое национальное собрание Турции от республиканской народной партии.
Училась в американской школе, там будущая писательница познакомилась с современной на тот момент английской художественной литературой. В 1963 году окончила стамбульскую школу журналистики. После окончания университета работала переводчицей, переводя на турецкий английскую художественную литературу. Также некоторое время преподавала в Босфорском университете. В 1969 году вышла замуж за поэта Тургута Уяра.
Умерла от рака 4 июля 2003 года.

## Творчество
Писала короткие рассказы, стиль которых схож со стилем А. П. Чехова. Первый сборник рассказов, получивший название «Шёлк и медь» (тур. İpek ve Bakır), опубликован в 1971 году. Наиболее известная работа — сборник рассказов «Папирус» (тур. Papirüs), написанный в соавторстве с Улькю Тамером и Джемалем Сюрейёй.
Во второй половине 1970-х годов сменила творческий стиль, выпустив несколько сборников, рассказы которых написаны в стилях «постмодернизм» и «магический реализм».